# (4725) Milone
(4725) Milone est un astéroïde de la ceinture principale.

## Description
(4725) Milone est un astéroïde de la ceinture principale. Il fut découvert le 31 décembre 1975 à El Leoncito par l'observatoire Félix Aguilar. Il présente une orbite caractérisée par un demi-grand axe de 2,88 UA, une excentricité de 0,23 et une inclinaison de 13,8° par rapport à l'écliptique.

## Compléments